# Francismar Carioca de Oliveira
Francismar Carioca de Oliveira (født 18. april 1984) er en brasiliansk fodboldspiller.